# Sbarramento le Palade
Lo sbarramento le Palade (in tedesco Sperre Gampenjoch) è uno sbarramento che fa parte del XIII settore di copertura Venosta, nel Vallo alpino in Alto Adige. Lo sbarramento si trova presso il Passo delle Palade a 1.518 m in Alto Adige.

## Storia

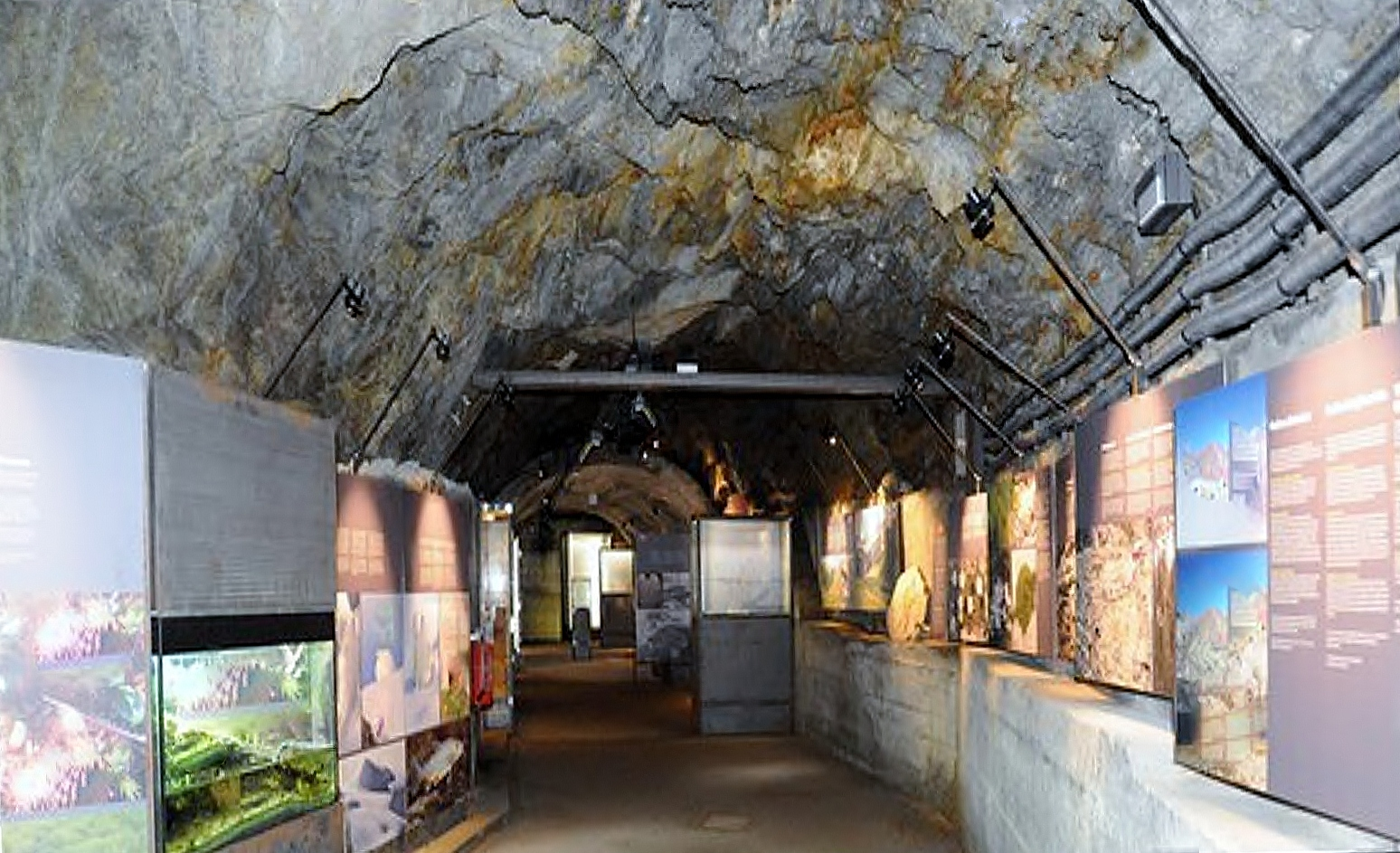
Vista del corridoio basso che ad oggi ospita mostre temporanee

Questo sbarramento è stato ideato per poter impedire l'accesso all'Alta Val di Non e quindi l'aggiramento dello sbarramento Bolzano sud, con il quale costituiva il raddoppio del III sistema difensivo.
Tale sbarramento difensivo fu progettato nel marzo 1940 e sulla carta prevedeva la costruzione di due opere, di cui:
- opera 1: disposta come opera caposaldo ed edificata sullo sperone roccioso a nord del monte Mais, ovvero a est del valico;
- opera 2: disposta a fianco dell'opera 1, poco più a nord, dall'altro lato della strada statale (non fu mai costruita).

L'opera 1 poteva essere suddivisa in 10 sottopere suddivise su tre livelli (da un altro punto di vista i livelli potrebbero essere anche quattro), di cui:
- 6 opere per fanteria armate di 12 mitragliatrici;
- 2 opere d'artiglieria;
- opera 1/IV armata con un cannone 75/27 su affusto "Tre Croci";
- opera 1/V armata con due cannoni anticarro 47/32 con l'obiettivo di arrestare l'avanzata dei mezzi corazzati; esso era anche dotato di un osservatorio attivo in torretta metallica e di due proiettori.

Queste 10 sottopere difensive poste su 4 livelli erano tutte collegate tra di loro mediante scale a pozzo (286 gradini) o corridoi, costituendo quindi una vera e propria fortificazione scavata nella roccia (totale sviluppo delle gallerie 1,5 chilometri). Per rendere meglio l'idea, in totale era previsto uno scavo di 25.000 metri cubi, una gettata di calcestruzzo di 16.900 metri cubi, per un costo totale di 7.000.000 di lire (prezzo riferito alla data del progetto, escludendo gli allestimenti interni). In totale erano previsti:
- per la sede di comando dello sbarramento: 3 ufficiali e 37 uomini;
- per tutto il presidio: 5 ufficiali, 4 sottufficiali e 135 uomini.

Allo scavo parteciparono circa 400 lavoratori che resero possibile che al novembre 1940 gli scavi nella roccia dell'opera 1 risultavano circa completi; era anche stata realizzata una buona parte dei rivestimenti dei malloppi in calcestruzzo. Nel luglio 1941 si decise di:
- mettere in sicurezza i corridoi di collegamento tra queste sottopere, fino ad esaurimento del rimanente calcestruzzo;
- murare il pozzo dell'osservatorio e gli ingressi alle varie gallerie;
- mascherare e quindi sospendere i lavori.

Il tutto è rimasto così fino ai giorni nostri, salvo il deterioramento svolto dal tempo.

### Storia recente
Dal 2007 il comune di Senale-San Felice assieme all'associazione turistica della Val di Non ha iniziato a riqualificare la zona attorno al passo. Dal 2009, un primo tratto di galleria posta subito dopo l'ingresso basso, ovvero vicino alla strada statale 238 delle Palade, è adattato per poter ospitare un museo ed una galleria - la Gampen Gallery - che può ospitare mostre temporanee. La galleria lunga una sessantina di metri, ha ospitato una mostra dedicata alle genti che popolarono e popolano le montagne, dal 2014 il bunker è stato ampliato nel sotterraneo ed è quindi possibile visitare una mostra di oltre 2.500 minerali del collezionista Toni Kiem dal 2015 è stata aperta una mostra fotografica che illustra alcune immagini sulla costruzione della strada che sale al passo dal 1935-'39.

## Tabella delle opere dello sbarramento
|         | Tipo          | Fuc. MTR | MTR | Cann A.C. | Cannoni 75/27 | Osserv. | Proiettori |
| ------- | ------------- | -------- | --- | --------- | ------------- | ------- | ---------- |
| Opera 1 | Grande CV (*) | -        | 12  | 2         | 4             | 1/t     | 2          |
| Opera 2 | Media CV      | 1        | 4   | -         | -             | -       | -          |
| Totale  | 2             | 1        | 16  | 2         | 4             | 1       | 2          |

(*) L'opera 1 era dotata anche di una caverna ricovero.